# Pinacia
Pinacia is een geslacht van vlinders van de familie spinneruilen (Erebidae), uit de onderfamilie Herminiinae.

## Soorten
- P. albistella Walker, 1865
- P. auge Hampson
- P. gigantalis Hampson
- P. molybdaenalis Hübner, 1825
- P. ocellata Bethune-Baker, 1908
- P. pernix Townsend, 1958
- P. pulverea Hampson